# Puchar Polski w piłce nożnej (1954/1955)
Puchar Polski w piłce nożnej mężczyzn w sezonie 1954/1955 – 5. edycja rozgrywek, mających na celu wyłonienie zdobywcy Pucharu Polski. Zwycięzcą rozgrywek została Legia Warszawa, dla którego był to pierwszy Puchar Polski w historii klubu. 
Mecz finałowy odbył się 29 września 1955 na Stadionie Wojska Polskiego w Warszawie.

## I runda
| Drużyna 1                 | Wynik                 | Drużyna 2                      |
| ------------------------- | --------------------- | ------------------------------ |
| Budowlani Małomice        | 1:9                   | Górnik Janów                   |
| KS Warka                  | 1:6                   | Broń Radom                     |
| Mazowsze Grójec           | 2:1                   | Sokół Ostróda                  |
| Polonia Nysa              | 8:0                   | Kujawiak II Włocławek          |
| Sygnał Lublin             | 0:4                   | Start Oldboye Kraków           |
| Glinik Gorlice            | 3:2 pd.               | Lublinianka Lublin             |
| Ina Goleniów              | 2:0                   | Drawa Drawsko Pomorskie        |
| Kujawiak Włocławek        | 2:0                   | Polonia Piła                   |
| Mazur Ełk                 | 2:1                   | Okęcie Warszawa                |
| Polonia Chodzież          | 1:0 pd.               | Unia Racibórz                  |
| Granat Skarżysko-Kamienna | 4:2                   | Stal Mielec                    |
| ŁKS II Łódź               | 2:5                   | Arka Gdynia                    |
| Warmia Olsztyn            | 3:2                   | Hetman Białystok               |
| LZS Grapice               | 1:2                   | Stilon Gorzów Wielkopolski     |
| Wisła Tczew               | 1:7                   | Pogoń Szczecin                 |
| Sandecja Nowy Sącz        | 4:3                   | Concordia Piotrków Trybunalski |
| Parasol Wrocław           | 1:1 pd. dod. mecz 0:3 | Kolejarz Łódź                  |

## II runda
| Drużyna 1                  | Wynik   | Drużyna 2          |
| -------------------------- | ------- | ------------------ |
| Start Oldboye Kraków       | 3:1     | Glinik Gorlice     |
| HKS Szopienice             | 2:4     | Sandecja Nowy Sącz |
| Polonia Nysa               | 1:3 pd. | Ruch Radzionków    |
| Broń Radom                 | 1:0     | Mazowsze Grójec    |
| Marymont Warszawa          | 4:1     | Spójnia Strzelin   |
| Ina Goleniów               | 8:1     | Kujawiak Włocławek |
| Mazur Ełk                  | 3:2     | Kolejarz Łódź      |
| Arka Gdynia                | 5:2     | Warmia Olsztyn     |
| Stilon Gorzów Wielkopolski | 0:3     | Pogoń Szczecin     |

## 1/16 finału
Do rywalizacji dołączyły kluby z I i II ligi.
| Drużyna 1                 | Wynik | Drużyna 2          |
| ------------------------- | ----- | ------------------ |
| Sandecja Nowy Sącz        | 2:3   | Lechia Gdańsk      |
| Błękitni Kielce           | 2:0   | Polonia Bytom      |
| Garbarnia Kraków          | 0:1   | Ruch Chorzów       |
| Ina Goleniów              | 0:1   | AKS Chorzów        |
| Wisła Kraków              | 2:0   | Górnik Zabrze      |
| Arka Gdynia               | 0:2   | Cracovia           |
| Start Oldboye Kraków      | 2:1   | Ślęza Wrocław      |
| Górnik Radlin             | 2:3   | Tarnovia Tarnów    |
| ŁKS Łódź                  | 3:1   | Zagłębie Sosnowiec |
| Ruch Radzionków           | 2:7   | Odra Opole         |
| Broń Radom                | 1:8   | Szombierki Bytom   |
| Gwardia Warszawa          | 3:2   | Lech Poznań        |
| Marymont Warszawa         | 1:4   | Polonia Bydgoszcz  |
| Polonia Chodzież          | 0:4   | Polonia Warszawa   |
| Pogoń Szczecin            | 1:2   | Górnik Wałbrzych   |
| Granat Skarżysko-Kamienna | 2:3   | Legia Warszawa     |

## 1/8 finału
| Drużyna 1            | Wynik                 | Drużyna 2         |
| -------------------- | --------------------- | ----------------- |
| Górnik Wałbrzych     | 1:0                   | Ruch Chorzów      |
| Błękitni Kielce      | 0:2                   | Gwardia Warszawa  |
| Legia Warszawa       | 3:2                   | Cracovia          |
| Wisła Kraków         | 0:1                   | Lechia Gdańsk     |
| Szombierki Bytom     | 1:2                   | Odra Opole        |
| Tarnovia Tarnów      | 1:2                   | ŁKS Łódź          |
| AKS Chorzów          | 1:3                   | Polonia Warszawa  |
| Start Oldboye Kraków | 2:2 pd. dod. mecz 1:2 | Polonia Bydgoszcz |

## Ćwierćfinały
| Drużyna 1        | Wynik   | Drużyna 2         |
| ---------------- | ------- | ----------------- |
| Odra Opole       | 2:1     | Polonia Bydgoszcz |
| Górnik Wałbrzych | 2:1     | ŁKS Łódź          |
| Legia Warszawa   | 2:1     | Polonia Warszawa  |
| Gwardia Warszawa | 1:2 pd. | Lechia Gdańsk     |

## Półfinały
| Drużyna 1      | Wynik | Drużyna 2        |
| -------------- | ----- | ---------------- |
| Lechia Gdańsk  | 2:0   | Odra Opole       |
| Legia Warszawa | 6:1   | Górnik Wałbrzych |

## Finał
Spotkanie finałowe odbyło się 29 września 1955 na Stadionie Wojska Polskiego w Warszawie. Frekwencja na stadionie wyniosła 12 000 widzów. Mecz sędziował Franciszek Fronczyk z Tarnowa. Mecz zakończył się zwycięstwem Legii Warszawa 5:0. Bramki dla Legii zdobyli Henryk Kempny w 2. i 8. i 52. minucie, Ernest Pohl w 32. minucie oraz Marceli Strzykalski w 75. minucie. 
| 27 czerwca 1971 | Legia Warszawa · Kempny 2', 8', 52' · Pohl 32' · Strzykalski 75' | 5:03:0Raport | Lechia Gdańsk | Stadion Wojska Polskiego, Warszawa Widzów: 12 000 Sędzia: Franciszek Fronczyk (Tarnów) |
|                 |                                                                  |              |               |                                                                                        |

| LEGIA WARSZAWA |  |                     |  |     |
|                |  |                     |  |     |
|                |  |                     |  |     |
| BR             |  | Edward Szymkowiak   |  |     |
| OB             |  | Jerzy Jan Woźniak   |  |     |
| OB             |  | Jerzy Słaboszowski  |  |     |
| OB             |  | Horst Mahseli       |  |     |
| OB             |  | Marceli Strzykalski |  |     |
| PO             |  | Henryk Kempny       |  | 65' |
| PO             |  | Zygmunt Pieda       |  |     |
| PO             |  | Edmund Kowal        |  |     |
| NA             |  | Lucjan Brychczy     |  |     |
| NA             |  | Andrzej Cehelik     |  |     |
| NA             |  | Ernest Pohl         |  |     |
| Rezerwowi:     |  |                     |  |     |
| PO             |  | Longin Janeczek     |  | 65' |
| Trener:        |  |                     |  |     |
| János Steiner  |  |                     |  |     |

| LECHIA GDAŃSK |  |                   |  |     |
|               |  |                   |  |     |
| BR            |  | Henryk Gronowski  |  | 46' |
| OB            |  | Hubert Kusz       |  |     |
| OB            |  | Roman Korynt      |  |     |
| OB            |  | Czesław Lenc      |  |     |
| OB            |  | Jerzy Czubała     |  |     |
| PO            |  | Jerzy Kaleta      |  |     |
| PO            |  | Robert Gronowski  |  |     |
| PO            |  | Waldemar Jarczyk  |  |     |
| NA            |  | Władysław Musiał  |  |     |
| NA            |  | Czesław Nowicki   |  | 46' |
| NA            |  | Roman Rogocz      |  |     |
| Rezerwowi:    |  |                   |  |     |
| BR            |  | Marcin Potrykus   |  | 65' |
| NA            |  | Alfred Kobylański |  | 65' |
| Trener:       |  |                   |  |     |
| Tadeusz Foryś |  |                   |  |     |

| Puchar Polski (1954/55)       |
| ----------------------------- |
| Legia Warszawa Pierwszy Tytuł |